# Сория, Владимир
Владимир Сория Камачо (исп. Vladimir Soria Camacho; родился 15 июля 1964 года, Санта-Крус-де-ла-Сьерра, Боливия) — боливийский футболист, бывший полузащитник, известный по выступлениям за «Боливар» и сборную Боливии. Участник чемпионата мира 1994 года. Второй футболист по количеству матчей в Кубке Либертадорес, после Эвера Уго Альмейды. Он провёл на турнире 96 матчей.
В 2002 году ненадолго возглавил сборную Боливии.

## Клубная карьера
Сория начал карьеру в клубе «Хорхе Вильстреманн». В 1985 году он перешёл в «Боливар». В составе клуба Владимир восемь становился чемпионом Боливии. Сория также является рекордсменом клуба по количеству проведённых матчей за «Боливар», за 15 лет выступлений он провёл более 500 игр за команду во всех турнирах.

## Международная карьера
В 1989 году Сория дебютировал за сборную Боливии. В 1994 году Владимир попал в заявку национальной команды на участие в чемпионате мира в США. На турнире он сыграл в матчах против команд Испании, Южной Кореи и Германии. Сория также в составе сборной Боливии дважды принял участие в Кубке Америки, став серебряным призёром в 1997 года, а в 1999 году сыграл на Кубке конфедераций.

## Достижения
Командные
 «Боливар»
- Чемпионат Боливии по футболу — 1985
- Чемпионат Боливии по футболу — 1986
- Чемпионат Боливии по футболу — 1988
- Чемпионат Боливии по футболу — 1991
- Чемпионат Боливии по футболу — 1992
- Чемпионат Боливии по футболу — 1994
- Чемпионат Боливии по футболу — 1996
- Чемпионат Боливии по футболу — 1997

Международные
 Боливия
- Кубок Америки — 1997